# 라라 (대한민국의 잡지)
《라라》(LARA)는 2011년 대한민국에서 창간된 전통음악을 중심으로 전통문화에 대한 여러 시각을 담아내는 온오프라인 매체이다.
2012년까지는 월간지로 발간되었고, 2013년부터는 연 2회 발행되고 있다. 온라인 라라(www.hellolara.com)는 매주 소식이 업데이트되고 있다.

## 소사 小史
- 2011년 9월 창간
- 국악공연 전국적 규모로 소개 - 전국적인 규모로 국악공연을 잡지로 소개한 것은 국내 최초의 일이다.
- 2012년 1월 악서고회 특집 - 한국판 르네상스 운동의 시작이었던 악서고회(樂書孤會) 당시의 상세한 전말기를 국내 최초로 다루었다.
- 2012년 2월 풍물굿 특집 - 전국의 풍물굿을 다양한 일러스트와 지도로 자세하게 소개하였다.
- 2012년 6월 재일교포의 해방이후의 국악사 특집 - 남북긴장관계에서 통일부의 어려운 인가를 얻어 조총련계 국악인들 포함해서 취재하여 국내에 최초로 소개하였다.
- 2013년 일본 방악의 미래 특집 - 국내 최초로 일본 전통음악의 현장의 이면을 다양하게 담아내었다.
- 2014년 국악 작곡의 오늘 특집 - 최초로 소개하는 국악작곡가 23인의 생생한 국악작곡 현장
- 2015년 1985 특집 - 전통음악계의 오늘날의 모습이 태동하던 1985년으로 돌아가 현재 국악계가 안고있는 문제점을 진단하는 내용으로 담아내었다.
- 2015년 춘향 특집 - 영원한 한국인의 연인인 '춘향'을 영화, 문학, 텔레비전, 공연, 판소리 장르로 나누어 시대별 모습을 200쪽에 걸쳐 자세하게 담았다.
- 2016년 국립국악원과 검열 - 2015년 10월말 국립국악원에서 발생한 검열 사건의 자세한 내막을 총정리.

## 수상
- 2012년 KBS 국악대상 출판 및 미디어 부문 수상
- 3,500여종 잡지 중 우리시대 잡지 31선에 선정 (2013년 매거진 컬처)